# نادي كوبر (السودان)
نادي كوبر الرياضي هو نادي كرة قدم سوداني من مدينة الخرطوم بحري تأسس عام 1943. يلعب حالياً في الدوري السوداني الممتاز.